# Taller mecánico (serie de televisión)
Taller mecánico fue una serie de televisión de 20 episodios, emitida entre el 18 de septiembre de 1991 y el 11 de marzo de 1992 por Televisión Española. Se encuadra en el género de las comedias de situación.

## Argumento
La serie narra la vida cotidiana y las desventuras del matrimonio formado por Juan y Consuelo, cuya vida gira en torno a un negocio familiar situado anexo a su domicilio, Taller Mecánico, S.A. de reparación de automóviles y motos. La pareja convive con dos hijos veinteañeros, Carlos y Clara, y con una empleada de hogar interna, Angustias. Completa el grupo un joven mecánico llamado Rufo que trabaja en el taller. Por la serie desfilan personajes variopintos que generan situaciones de lo más rocambolescas para el propietario del taller, Juan, y todo su entorno.

## Ficha artística
- Antonio Ozores – Juan
- María Silva – Consuelo
- Florinda Chico – Angustias
- Juan Carlos Martín – Rufo
- Leticia Sabater – Clara
- Antonio Carrasco – Carlos
- Alfonso del Real
- Ramón Lillo

## Ficha técnica
- Realización, Guion: Mariano Ozores
- Producción: Ramón Salgado
- Fotografía: Francisco Madurga
- Música: Gregorio García Segura

## Premios
Antonio Ozores obtuvo un premio TP de Oro por su interpretación del protagonista de la serie.

## Audiencia
La serie llegó a alcanzar los 5.659.000 espectadores y un 35,2% de cuota de pantalla (véase ).